# راز مائير
راز مائير (بالعبرية: רז מאיר‏) هو لاعب كرة قدم إسرائيلي في مركز الدفاع، ولد في 30 نوفمبر 1996 في ريشون لتسيون في إسرائيل. لعب مع مكابي حيفا.

## وصلات خارجية
- راز مائير على موقع قاعدة بيانات كرة القدم.إي يو (الإنجليزية)
- راز مائير على موقع Soccerway.com (الإنجليزية)
- راز مائير على موقع عالم كرة القدم.نت (الإنجليزية)